# ألفا روميو 156
ألفا روميو 156 (بالإنجليزية: Alfa Romeo 156)‏هي سيارة تنفيذية مدمجة تم إنتاجها من قبل شركة ألفا روميو الإيطالية.

## معرض صور

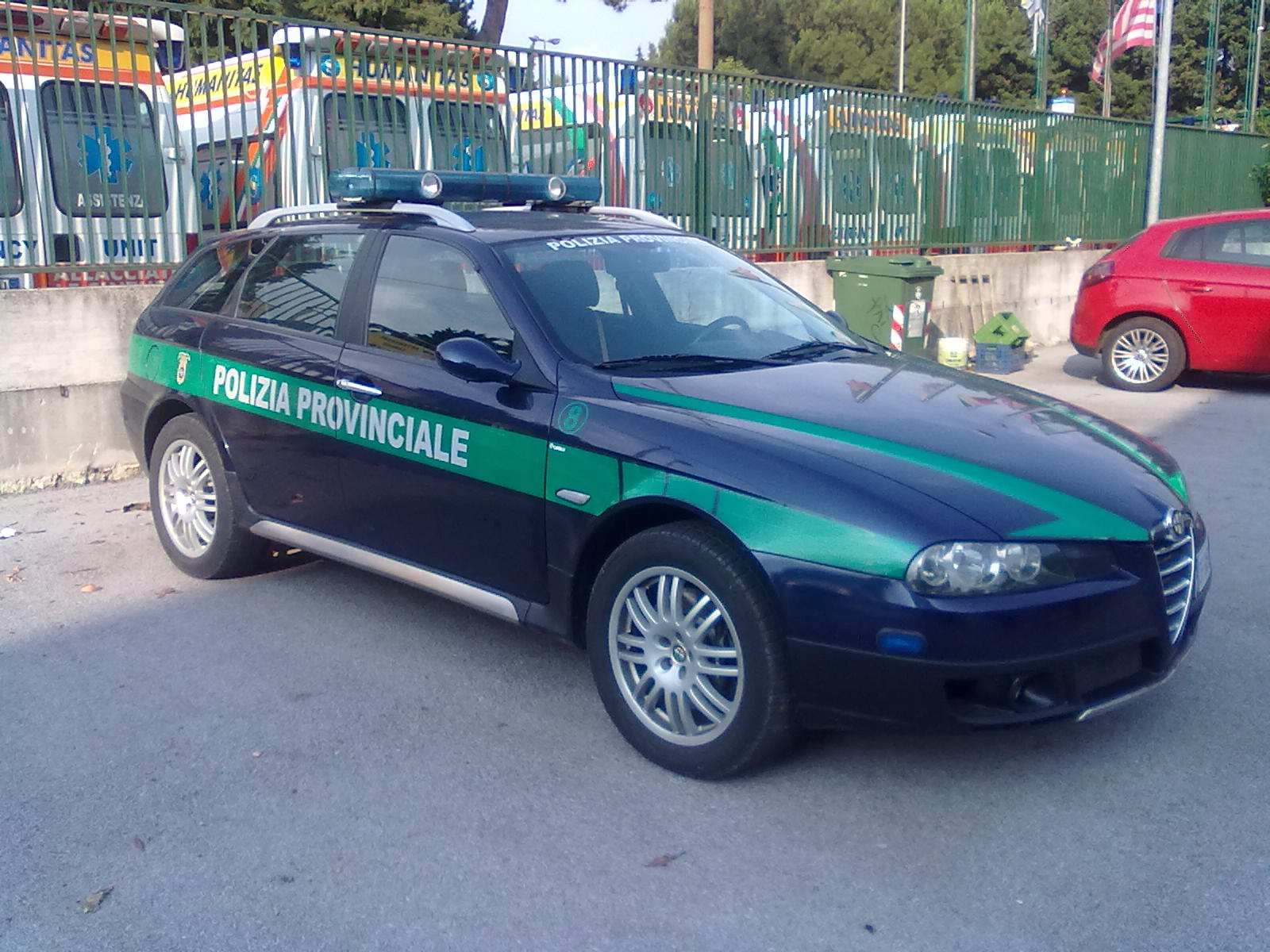
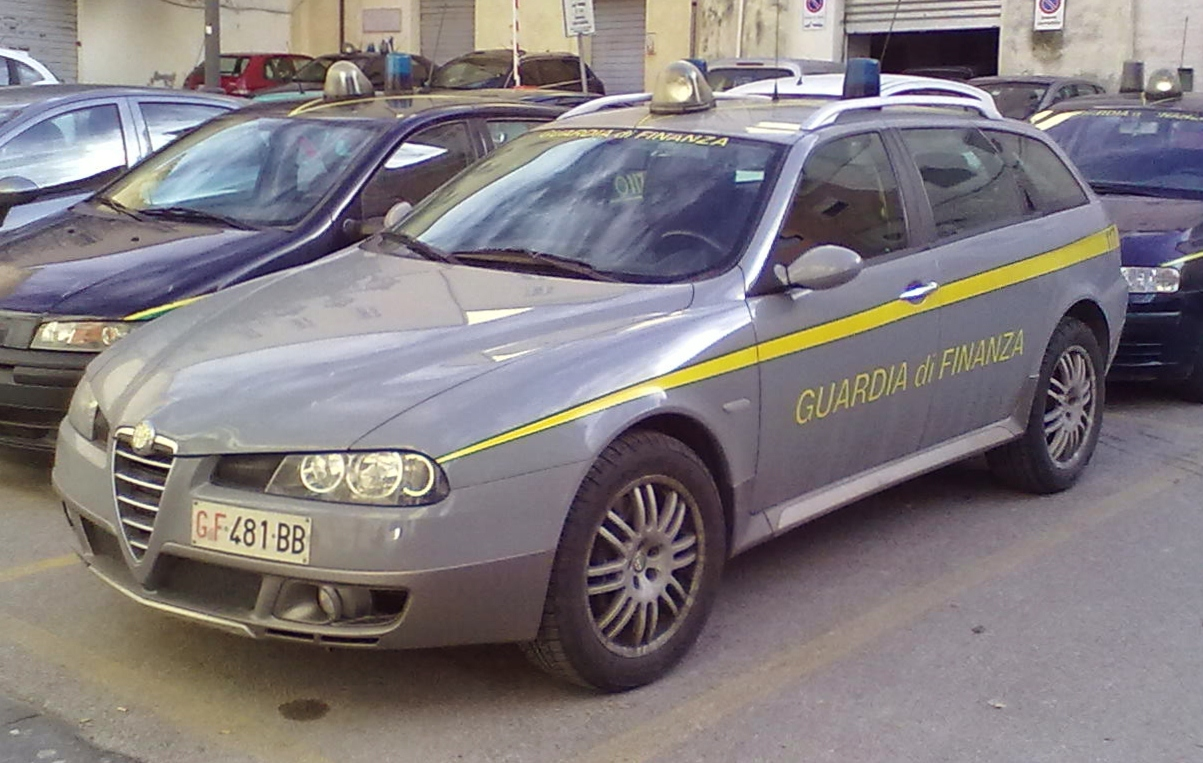
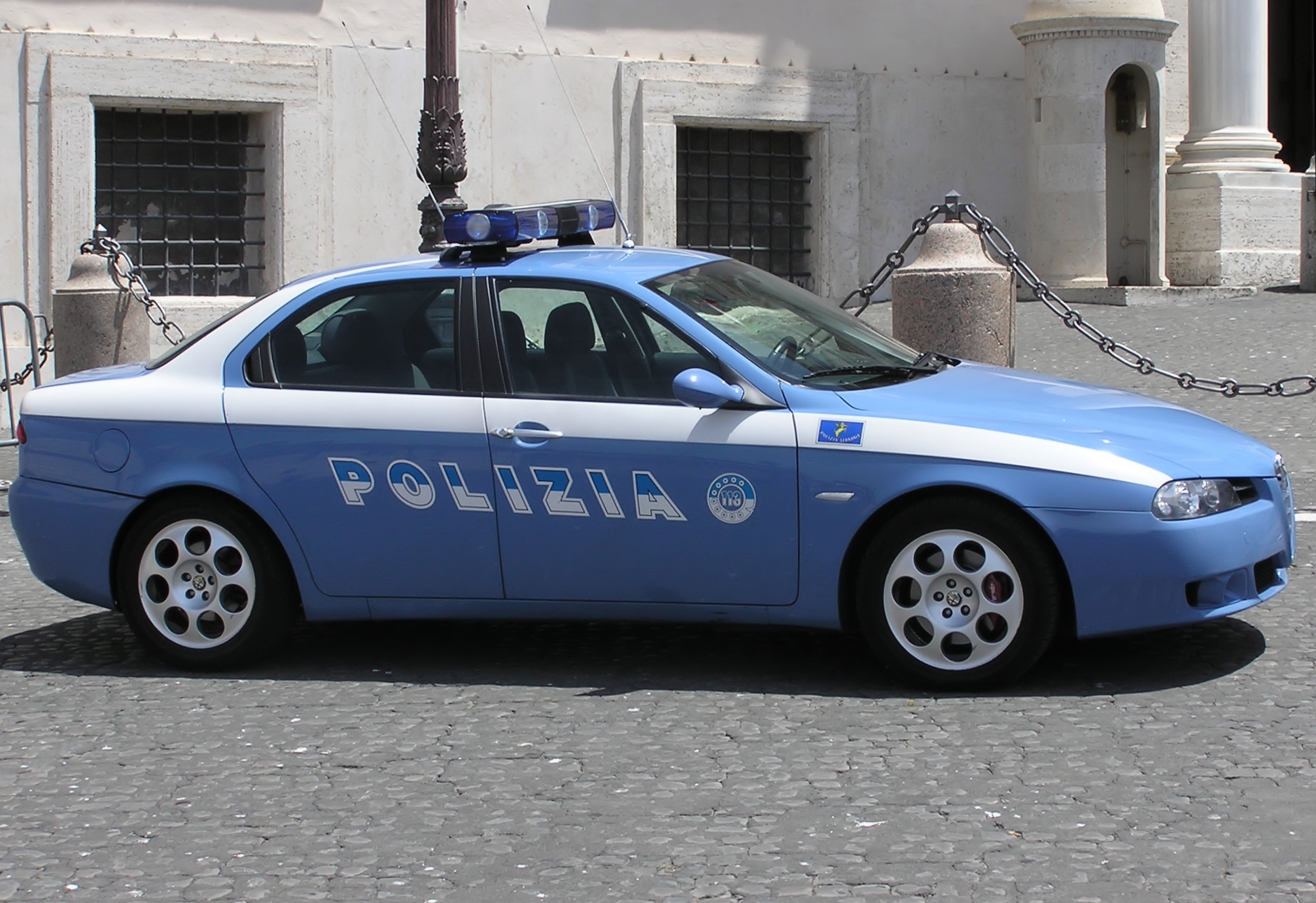
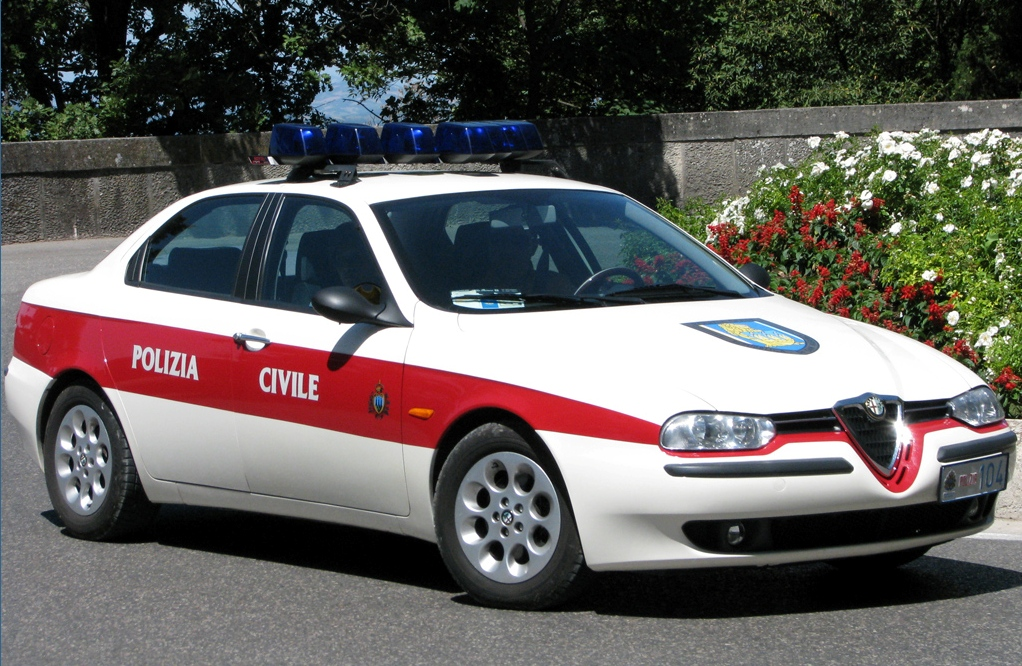
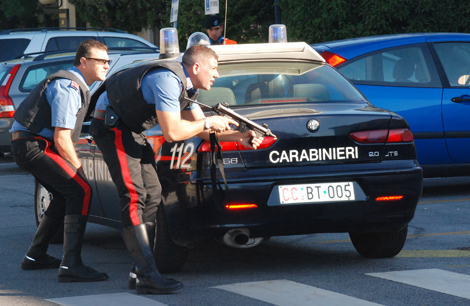